# À l'origine
À l'origine is een Franse film van Xavier Giannoli die werd uitgebracht in 2009.  
Het scenario is gebaseerd op een waargebeurd feit.

## Verhaal
Philippe Miller is een kleine oplichter die al een gevangenisstraf heeft uitgezeten. Op zijn eentje zwerft hij rond op de Franse wegen. Op een dag stuit hij in de buurt van een Noord-Frans stadje op een onafgewerkt en verlaten stuk autoweg. Twee jaar geleden werden de werken er gestopt onder druk van milieuactivisten die een kolonie zeldzame insecten, de juchtleerkevers, wilden redden. 
Philippe slaagt erin zich voor te doen als de nieuwe werfleider en burgerlijk ingenieur die belast is met de voltooiing van dat deel van de autoweg. De stopzetting van de werken was destijds een economische tegenvaller van formaat voor de hele omgeving. Daarom wordt Philippe binnengehaald als de grote redder die de regio de langverwachte voorspoed zal brengen. Hij ontvangt allerlei steekpenningen van plaatselijke aannemers die allen een deel van de koek willen. Zo kan hij tientallen arbeiders aanwerven. Hij geniet van het aanzien dat hij krijgt van de bevolking. Hij krijgt ook Stéphane, de aanvankelijk argwanende burgemeester, op wie hij stapelverliefd wordt, op zijn hand.   
Heel zijn intrige loopt echter geleidelijk uit de hand. Wat begon als pure diefstal en bedrog escaleert op den duur tot een zaak die hem boven het hoofd groeit. Vermits hij ondertussen ook sympathie heeft opgevat voor de inwoners wil hij hen niet ontgoochelen en drijft hij de misleiding tot het bittere uiterste.  

## Rolverdeling
| Acteur              | Personage                     |
| ------------------- | ----------------------------- |
| François Cluzet     | Philippe Miller               |
| Vincent Rottiers    | Nicolas, de vriend van Monika |
| Emmanuelle Devos    | Stéphane, de burgemeester     |
| Brice Fournier      | Éric                          |
| Soko                | Monika                        |
| Gérard Depardieu    | Abel                          |
| Stéphan Wojtowicz   | Marty                         |
| Patrick Descamps    | Bollard, de hoteleigenaar     |
| Stéphane Jobert     | Patrick                       |
| Éric Herson-Macarel | Barracher                     |
| Nathalie Boutefeu   | Marie                         |